# Deutsche Fechtmeisterschaften 1990
Bei den Deutschen Fechtmeisterschaften 1990 wurden Einzel- und Mannschaftswettbewerbe in den Disziplinen Herrendegen, Herrensäbel und Herrenflorett ausgetragen. Bei den Damen wurde neben Florett auch Degen gefochten, Meisterschaften im Damensäbel gab es erstmals 1999. Die Meisterschaften wurden vom Deutschen Fechter-Bund organisiert.

## Herren

### Florett (Einzel)
| Platz | Sportler       | Verein                |
| ----- | -------------- | --------------------- |
| 1     | Mathias Gey    | FC Tauberbischofsheim |
| 2     | Ulrich Schreck | OFC Bonn              |
| 3     | Thomas Endres  | FC Tauberbischofsheim |

### Florett (Mannschaft)
| Platz | Verein                | Sportler                                                   |
| ----- | --------------------- | ---------------------------------------------------------- |
| 1     | OFC Bonn              | Uli Schreck Thomas Theuerkauff Dirk Schiffler Billy Gosbee |
| 2     | FC Tauberbischofsheim | Roman Christen Mathias Gey Dieter Lammer Thomas Endres     |
| 3     | Heidenheimer SB       |                                                            |

### Degen (Einzel)
| Platz | Sportler         | Verein                |
| ----- | ---------------- | --------------------- |
| 1     | Günther Jauch    | Heidenheimer SB       |
| 2     | Thomas Gerull    | FC Tauberbischofsheim |
| 3     | Mariusz Strzałka | FC Tauberbischofsheim |

### Degen (Mannschaft)
| Platz | Verein                | Sportler |
| ----- | --------------------- | -------- |
| 1     | FC Tauberbischofsheim |          |
| 2     | OFC Bonn              |          |
| 3     | Heidenheimer SB       |          |

### Säbel (Einzel)
| Platz | Sportler      | Verein                |
| ----- | ------------- | --------------------- |
| 1     | Jürgen Nolte  | OFC Bonn              |
| 2     | Eero Lehmann  | FC Ratingen           |
| 3     | Martin Wendel | FC Tauberbischofsheim |

### Säbel (Mannschaft)
| Platz | Verein                | Sportler |
| ----- | --------------------- | -------- |
| 1     | FC Tauberbischofsheim |          |
| 2     | OFC Bonn              |          |
| 3     | TSV Bayer Dormagen    |          |

## Damen

### Florett (Einzel)
| Platz | Sportler     | Verein                |
| ----- | ------------ | --------------------- |
| 1     | Anja Fichtel | FC Tauberbischofsheim |
| 2     | Sabine Bau   | FC Tauberbischofsheim |
| 3     | Susanne Lang | FC Tauberbischofsheim |

### Florett (Mannschaft)
| Platz | Verein                | Sportler |
| ----- | --------------------- | -------- |
| 1     | FC Tauberbischofsheim |          |
| 2     | OFC Bonn              |          |
| 3     | Heidenheimer SB       |          |

### Degen (Einzel)
| Platz | Sportler      | Verein              |
| ----- | ------------- | ------------------- |
| 1     | Sabine Krapf  | Heidenheimer SB     |
| 2     | Monika Korger | Heidenheimer SB     |
| 3     | Katja Nass    | Fechtclub Offenbach |

### Degen (Mannschaft)
| Platz | Verein                | Sportler |
| ----- | --------------------- | -------- |
| 1     | Fechtclub Offenbach   |          |
| 2     | OFC Bonn              |          |
| 3     | FC Tauberbischofsheim |          |